# Amata actea
Amata actea là một loài bướm đêm thuộc phân họ Arctiinae, họ Erebidae.